# Реметалк (фракийский династ I века до н. э.)
Реметалк, Ройметалк — фракийский династ первой половины I века до н. э.
Фракийский династ Реметалк известен из текста датируемых началом 80-х годов до н. э. писем Суллы и наместника Македонии Долабеллы. В этих документах сообщается о декрете римского Сената для магистратов острова Тасос. Речь идёт о возврате земель, ранее захваченными фракийскими правителями Реметалком, Тиутой и Абруполисом — по замечанию М. Тачевой, вероятно, во время Первой Митридатовой войны. Некоторые исследователи считают, что эти династы выступали в качестве сторонников понтийского царя Митридата VI. Однако, по мнению Тачевой, они были сапеями, которые во время Третьей Македонской войны являлись союзниками римлян. П. Петков же отметил, что речь может идти и о дентелетах.
Исследования
- Кратка енциклопедия тракийска древност. — София, 1993. С. 230.
- М. Тачева. История на българските земи в древността. — София, 1997. С. 77.
- Абруполис // Енциклопедия Древна Тракия и Траките (болг.)
- Петков П. Военно-политически отношения на тракийските владетели в европейския Югоизток между 230/229 г. пр. Хр. — 45/46 г. сл. Хр. — Фабер, 2011. ISBN 978-954-400-585-6. С. 120—121.